# Malá Lodina
Malá Lodina este o comună slovacă, aflată în districtul Košice-okolie din regiunea Košice. Localitatea se află la altitudinea de 262 m deasupra n.m., se întinde pe o suprafață de 38,34 km2 și în 2017 număra 178 de locuitori.

## Istoric
Localitatea Malá Lodina este atestată documentar din 1386.

## Demografie
| An:                | 1994 | 2004   | 2014   | 2024    |
| ------------------ | ---- | ------ | ------ | ------- |
| Număr de persoane: | 197  | 186    | 175    | 222     |
| Diferență:         |      | −5,58% | −5,91% | +26,85% |

| An:                | 2023 | 2024   |
| ------------------ | ---- | ------ |
| Număr de persoane: | 221  | 222    |
| Diferență:         |      | +0,45% |